# 旗山街
旗山街為臺灣日治時期1920年至1945年間存在之行政區，轄屬高雄州旗山郡。今高雄市旗山區。

## 行政區劃
旗山地區在清代屬羅漢外門里、港西上里，在1897年5月分別隸屬於臺南縣蕃薯藔辨務署、鳳山縣阿里港辨務署。1898年2月5日，鳳山縣公告劃設區，港西上里在旗山的部份劃為「旗尾區」。1898年6月28日，鳳山縣被併入臺南縣，而阿里港辨務署被併入阿猴辨務署。1900年4月1日，原由阿猴辨務署所屬的旗尾地區併入蕃薯藔辨務署。1900年11月15日，旗山地區分為蕃薯藔辨務署的蕃薯藔區、溪州區，以及阿猴辨務署的中壇區。1901年11月11日，臺灣的行政區劃改為二十廳，羅漢外門里隸屬於「蕃薯藔廳」，港西上里的中壇隸屬於「阿猴廳」。1904年2月16日，蕃薯藔廳施行街庄整併，並分為12區。1904年4月1日，阿猴廳的「中壇區」劃入蕃薯藔廳，旗山地區在此時期的劃分如下：
- 蕃薯藔區
  - 羅漢外門里：蕃薯藔街、北勢庄、圓潭仔庄
  - 港西上里：旗尾庄
- 溪州區
  - 羅漢外門里：溪州庄、磱碡坑庄

- 中壇區
  - 港西上里：手巾藔庄

1909年10月25日，臺灣的行政區劃改為十二廳，蕃薯藔廳因此廢止，被併入阿緱廳，隸屬「阿緱廳蕃薯藔支廳」。1910年1月18日，旗尾、手巾藔改隸「旗尾區」。1920年10月1日，原堡里鄉澚之行政區廢除，街庄社改為大字，「蕃薯藔」改稱「旗山」，而上述街庄合併為高雄州旗山郡旗山街，轄域內分為轄域內分為旗山、北勢、圓潭子、溪州、磱碡坑、旗尾、手巾藔等7個大字。
二戰後，旗山街改為高雄縣旗山區旗山鎮。
| 1904年     | 1904年   | 1904年 | 1920年 | 1920年 | 現在   |
| 堡里       | 區       | 街庄社 | 街庄   | 大字   | 鄉鎮   |
| ---------- | -------- | --- | ------ | ------ | ------ |
| 羅漢外門里 | 溪州區   | 溪州庄、新番社庄、州仔庄                                                                                                  | 旗山街 | 溪州   | 旗山區 |
| 羅漢外門里 | 溪州區   | 磱碡坑庄、和尚藔庄、粽仔坑庄、三角堀庄、龍門庄、嶺口庄、中藔庄                                                            | 旗山街 | 磱碡坑 | 旗山區 |
| 羅漢外門里 | 蕃薯藔區 | 蕃薯藔街、灣裡庄、木柵庄、六張犁庄                                                                                        | 旗山街 | 旗山   | 旗山區 |
| 羅漢外門里 | 蕃薯藔區 | 頭林庄、北勢庄、虎頭山腳庄、武鹿坑庄                                                                                      | 旗山街 | 北勢   | 旗山區 |
| 羅漢外門里 | 蕃薯藔區 | 口隘庄、圓潭仔庄、新三角仔庄 舊三角仔庄、圭柔腳庄、中隘庄、埔仔厝庄、中庄、公館仔庄、舊埔羗林庄、新埔羗林庄、大林庄、尾庄 | 旗山街 | 圓潭子 | 旗山區 |
| 港西上里   | 蕃薯藔區 | 旗尾庄、崙仔頂庄、匏仔湖庄                                                                                                | 旗山街 | 旗尾   | 旗山區 |
| 港西上里   | 中壇區   | 手巾藔庄、十八份仔庄、半廍仔庄                                                                                            | 旗山街 | 手巾寮 | 旗山區 |

## 區、庄長
- 蕃薯藔區長[9]
  - 陳順和：1910~1920年
- 旗尾區長[9]
  - 陳屋人：1910~1918年
  - 莊開龍：1919~1920年
- 溪州區長[9]
  - 陳星輝：1910年
  - 陳清輝：1911年
  - 周純臣：1912~1920年
- 旗山街長[9]
  - 陳順和：1920~1934年
  - 吳見草：1935~1938年
  - 川野觀太平：1939~1942年
  - 和田寅次：1943~1944年（原任大寮庄長）
  - 西田祐松：~1945年[10]

## 設施

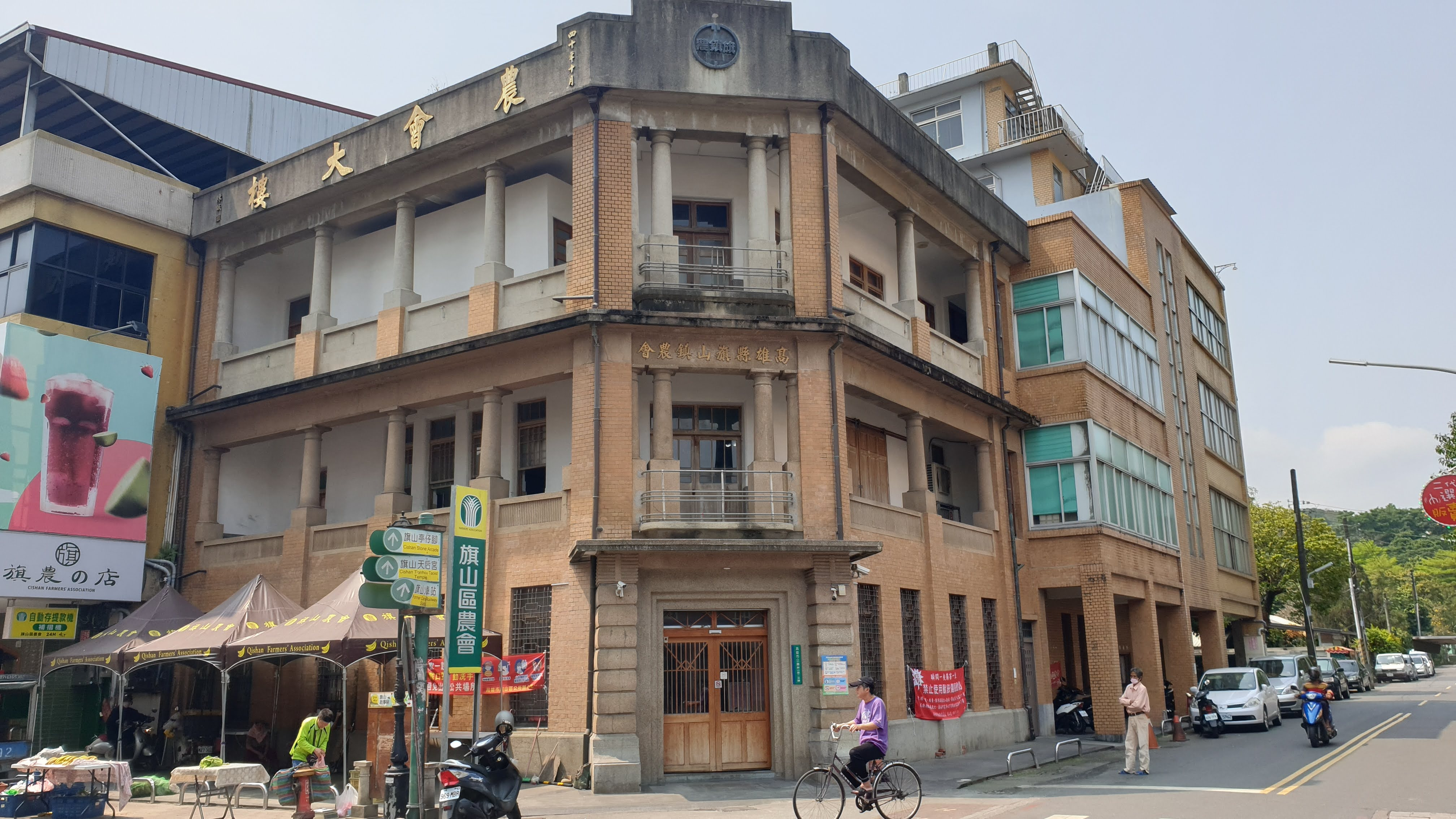
旗山區農會

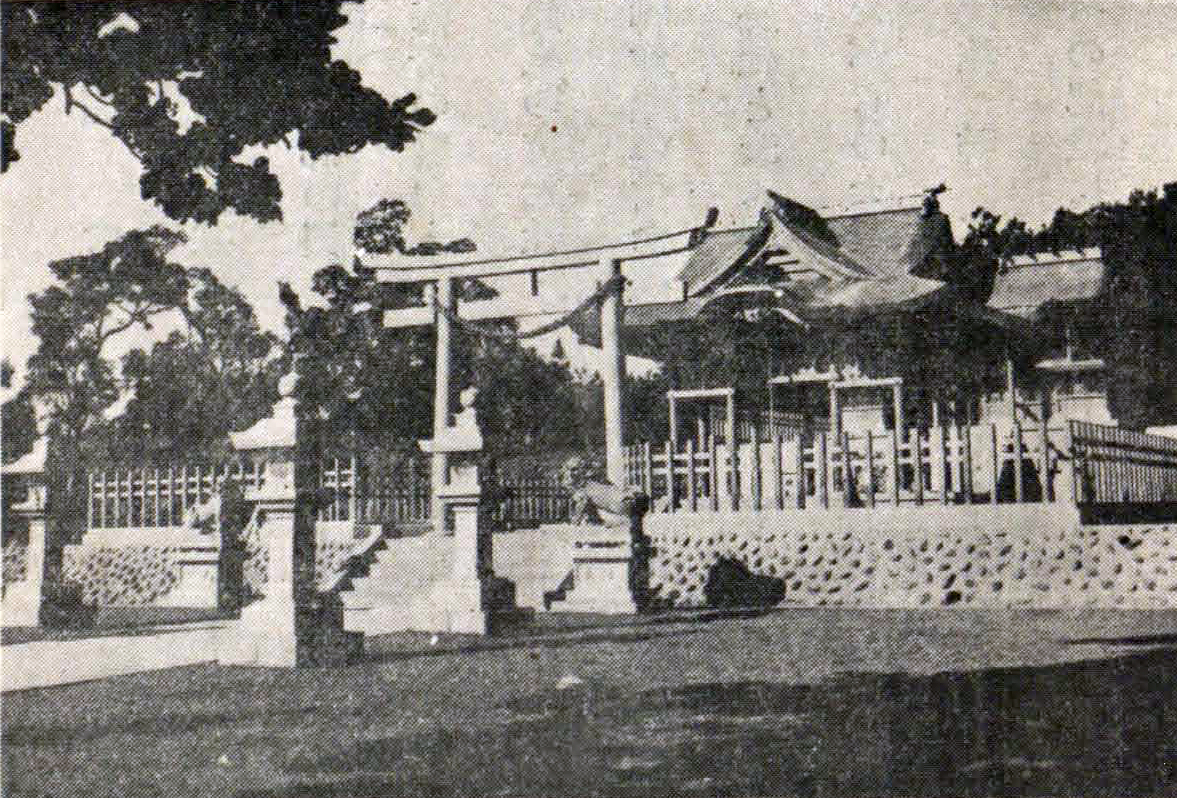
旗山神社

- 旗山郡役所旗山郡役所
- 旗山街役場
- 旗山郵便局
- 旗山武德殿
- 營林所旗山出張所
- 旗山實踐農民學校（今旗山農工）

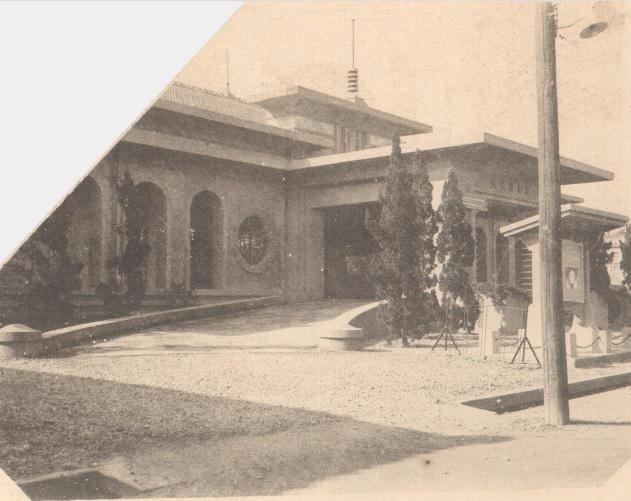
旗山郡役所

- 旗山尋常高等小學校→旗山國民學校（今鼓山國小，原址為旗山生活園區）原旗山小學校、鼓山國小舊址

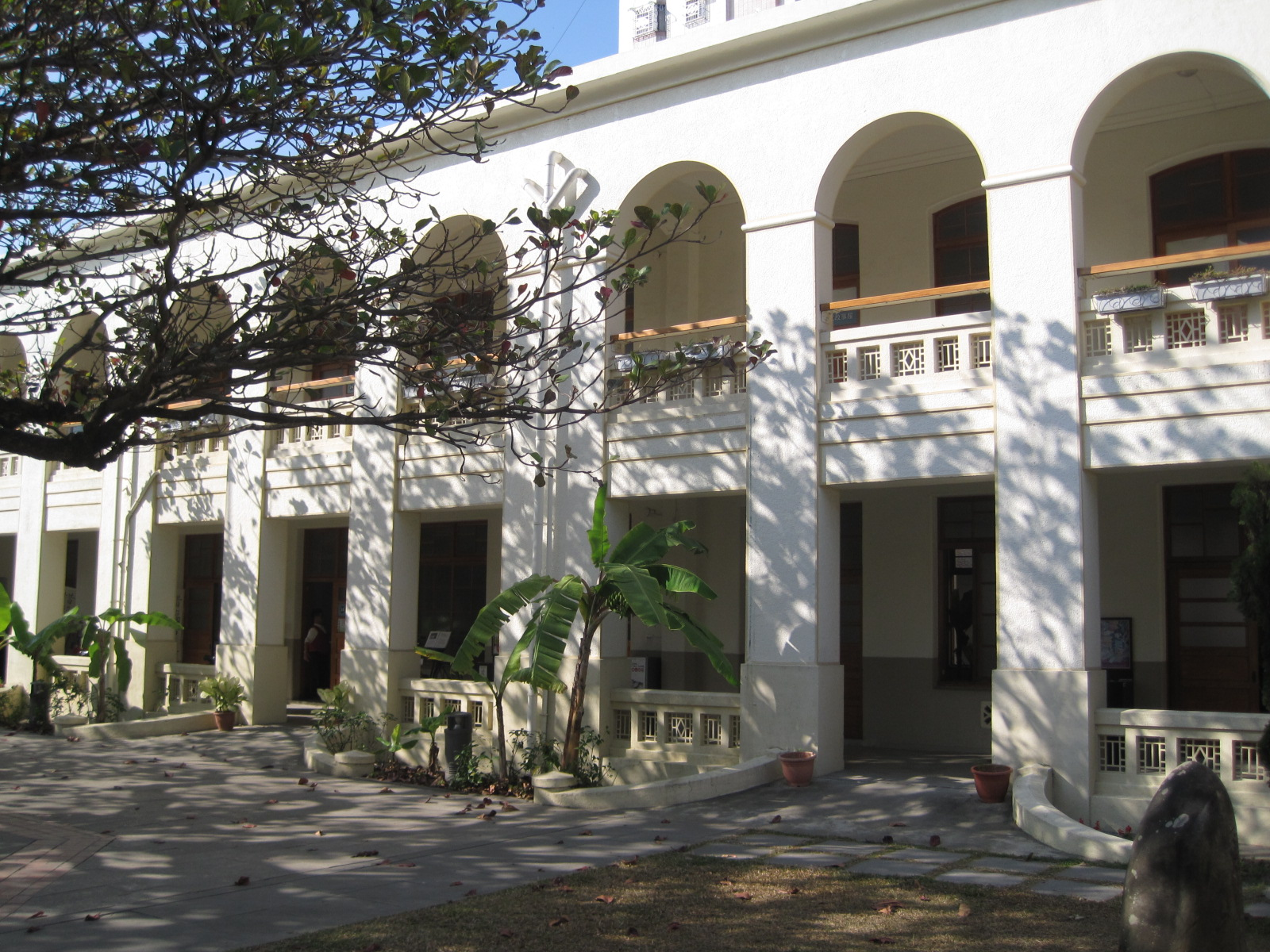
原旗山小學校、鼓山國小舊址

- 旗山第一公學校→旗山第一國民學校（今旗山國小）
- 旗山第二公學校→旗山第二國民學校（今溪洲國小）
- 圓潭公學校→圓潭國民學校（今圓潭國小）
- 三五公司南隆農場
- 臺灣商工銀行旗山支店
- 臺灣製糖旗尾製糖所、旗山驛旗山驛
- 臺灣電力臺南出張所旗山變電所

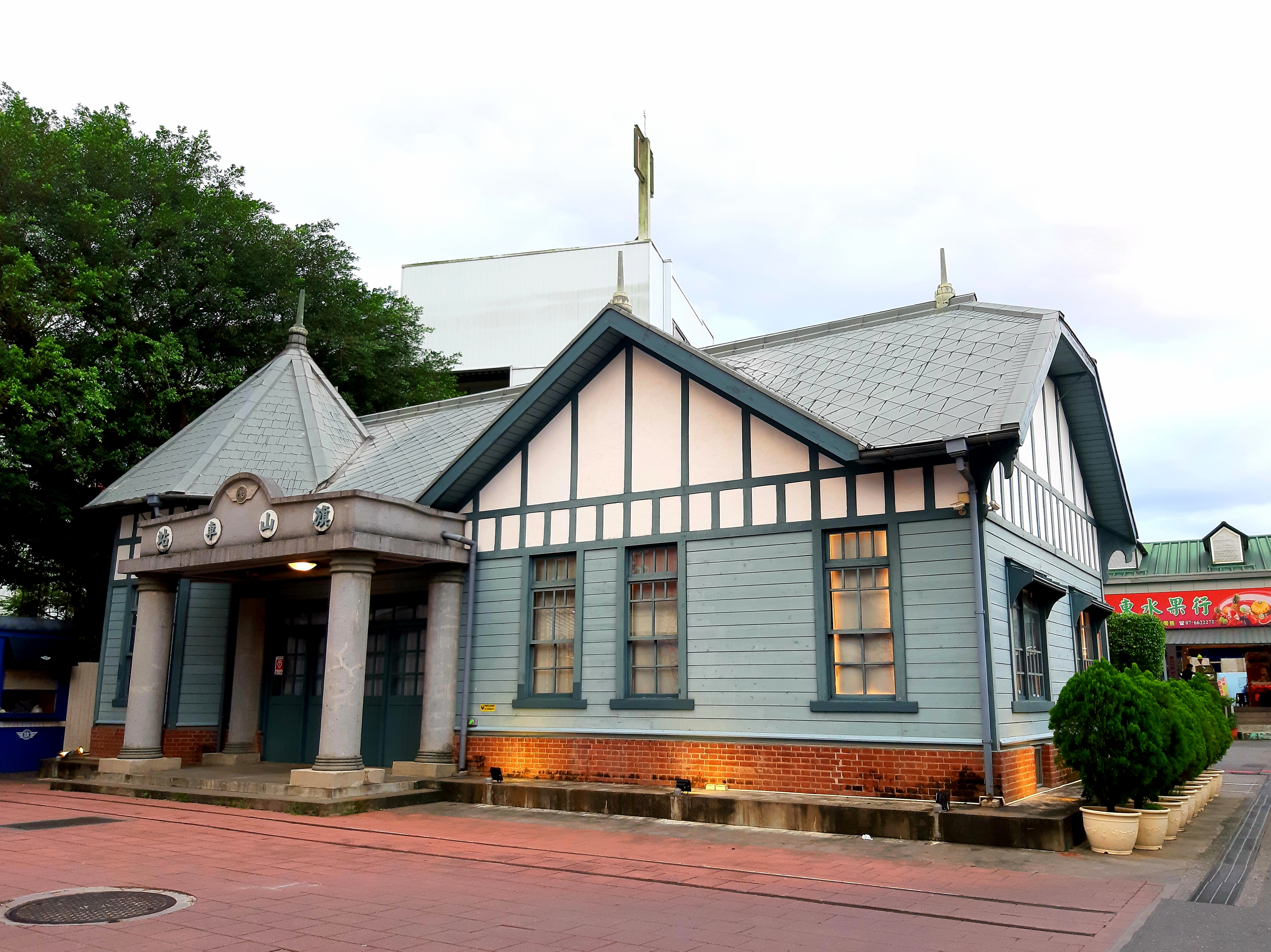
旗山驛

- 旗山信用組合（今旗山區農會）旗山區農會
- 旗楠自動車株式會社
- 國際通運旗山出張所
- 日東商船組旗山支店
- 旗山郡民風作興會
- 旗山悟真社
- 旗山座
- 旗山水道
- 旗山神社旗山神社
- 鼓山公園
- 太平寺